# Convention-cadre de l'OMS pour la lutte antitabac

Drapeau de l'Organisation mondiale de la santé.

La Convention-cadre de l'OMS pour la lutte antitabac (CCLAT, en anglais Framework Convention on Tobacco Control, FCTC) est un traité international adopté par la 56e Assemblée mondiale de la santé à Genève, en Suisse, le 21 mai 2003. Ce traité est le premier à avoir été négocié sous les auspices de l'Organisation mondiale de la santé. Il est entré en vigueur le 27 février 2005 après avoir été signé par 168 pays et ratifié par 182.

## Chronologie

La Convention-cadre de l'OMS pour la lutte antitabac a été ratifiée par 182 pays (en orange), représentent plus de 90 % de la population mondiale.

La Convention-cadre a été adoptée le 21 mai 2003 lors de la 56e Assemblée mondiale de la santé,, qui s’est déroulée du 19 au 28 mai 2003 au Palais des Nations à Genève en Suisse. À cette occasion, les États membres de l’Organisation mondiale de la santé et des Nations unies ont eu la possibilité de signer la convention. Ils ont ensuite pu la signer au siège des Nations unies à New York du 30 juin 2003 au 29 juin 2004 ; on dénombrait 168 signataires à la fin de cette période.
La Convention-cadre est entrée en vigueur 90 jours après la date de la ratification du 40e État membre, c'est-à-dire le 27 février 2005. Elle compte à ce jour 182 Parties, dont l'Union européenne, qui représentent au total près de 90 % de la population de la planète.

## Objectifs

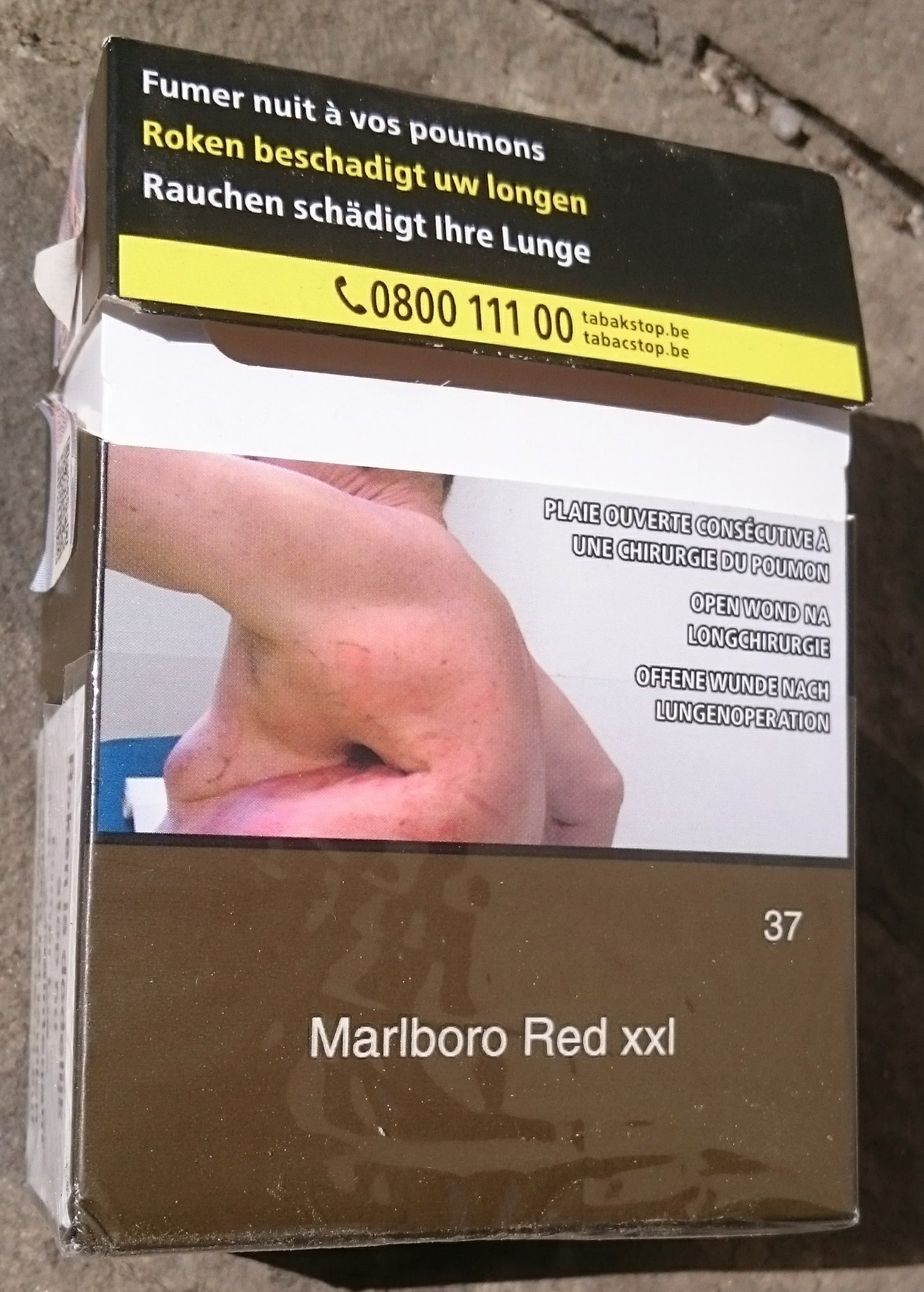
L'adoption du paquet de cigarettes neutre est une des mesures anti-tabac efficaces recommandées par l'OMS.

La Convention-cadre est un instrument important dans la lutte anti-tabac. Elle se base sur la prise de conscience non seulement des méfaits du tabagisme et du tabagisme passif, mais aussi sur l'emprise de l'industrie du tabac sur les législateurs et gouvernements, les médias et l'opinion publique. De la sorte, malgré les efforts de lobbyisme de cette industrie, une stratégie globale a pu être élaborée.

## Négociation, élaboration et implications économiques
La négociation a pris trois ans avant d'aboutir sur un accord sur les conditions nécessaires à la mise en place de la Convention-cadre. Après avoir été adoptée par l'Assemblée mondiale de la santé, la Convention-cadre est entrée en vigueur en février 2005.
Une convention-cadre est un outil approprié pour les problèmes nécessitant une coopération internationale pour promouvoir une politique d'action efficace. Avant l'introduction de la Convention-cadre de l'OMS, la majorité des conventions-cadre concernaient des problèmes environnementaux qui échappaient au contrôle des nations. Ainsi, en prouvant la nécessité d'une convention-cadre pour la lutte antitabac, les problèmes liés au tabac ne pouvant pas être résolus individuellement par les pays ont surgi sur la scène internationale. Par exemple, la contrebande de produits du tabac et la publicité promouvant la consommation de tabac sont des sujets qui sont dorénavant abordés et discutés par des pays où la réglementation n'est pas suffisamment stricte pour restreindre certains usages ainsi que par d'autres qui imposent des restrictions aux compagnies de tabac quant à l'endroit et le public qu'elles ont le droit de viser.
Les raisons initiales à la mise en place de la Convention-cadre de l'OMS sont mentionnées dans le préambule de sa version définitive et présentent des problèmes centraux qui sont : 
- l'augmentation spectaculaire de la consommation mondiale de tabac ;
- la recrudescence de la consommation de tabac fumé ou non par les enfants et adolescents ;
- l'impact de toute forme de publicité, promotion et parrainage ayant comme objectif d'encourager la consommation de tabac.

Le traité est remarquable de par son inclusion d'organisations non-gouvernementales lors des négociations et pendant le processus d'élaboration. Selon Elinor Wilson, l'ex vice-président de la Fédération mondiale du cœur, la Convention-cadre de l'OMS est un excellent exemple de collaboration gouvernementale/non-gouvernementale à travers une alliance résultant en une amélioration générale de la santé publique. Une telle collaboration entre les ONG et l'OMS a changé à jamais la façon dont l'OMS traite les organisations non-gouvernementales. En 2002, la Constitution de l'OMS a été modifiée pour refléter ce changement dans les relations.
Les fondements des arguments économiques pour l'implémentation de la Convention-cadre ont été mis en place par la Banque mondiale. Afin de contrecarrer les critiques concernant un possible effet négatif des législations internationales de la lutte antitabac sur l'économie – dont la culture, la fabrication et la vente du tabac peuvent être une partie importante – l'OMS s'est appuyée sur une recherche menée par la Banque mondiale intitulé Maîtriser l'épidémie : l'État et les aspects économiques de la lutte contre le tabagisme (Curbing the Epidemic: Governments and the Economics of Tobacco Control). Cette recherche affirme que la lutte antitabac ne nuit pas à l'économie d'un pays, à l'exception d'une petite sélection de pays en développement dont l'économie repose de manière inhabituelle sur la production de tabac. Mamudu, Hammond et Glantz ont révélé qu'« en tant qu'institution financière avec une importante influence sur les pays en développement, la publication de la Banque mondiale sur la maîtrise de la lutte contre le tabagisme menace de grandement affaiblir les arguments économiques des compagnies de tabac ».
En effet, avant même la publication officielle du traité, les représentants de l'industrie du tabac se sont lancés dans un effort collectif afin d'empêcher la rédaction de la Convention-cadre en plus de d'envoyer des décideurs politiques favorables aux compagnies de tabac dans les délégations des États membres. Dans l'incapacité de nier les preuves scientifiques qui prouvent les effets néfastes du tabac sur la santé, l'industrie du tabac s'est emparé de l'argument économique. En réponse à la recherche de la Banque mondiale, les entreprises de tabac ont tenté à plusieurs reprises de discréditer le rapport à travers des campagnes de relations publiques mises en place par l'Association internationale des producteurs de tabac (ITGA) et par la création de rapports écrits par des économistes privés. Une fois les négociations pour la Convention-cadre entamées, l'industrie du tabac a continué à interférer dans le processus de création dans un effort de lobbying auprès des délégués intervenants à la convention à Genève, ceci dans l'espoir de diminuer l'impact des législations internationales futures. Selon Mamudu, Hammond, and Glantz, cependant, « ces efforts (...) n'ont pas ébranlé la reconnaissance du rapport de la Banque mondiale pendant les négociations de la Convention-cadre et cette recherche représente une analyse économique notoire de la lutte antitabac ».
Durant les négations, quatre pays se sont distingués par leur opposition aux mesures proposées et ont contribué à affaiblir certains articles : les États-Unis, le Japon, l'Allemagne et la Chine.
La Convention-cadre reconnaît que son agenda va immanquablement nuire aux paysans qui dépendent actuellement de la culture du tabac pour vivre. Pour éviter cet aspect de la convention, le traité encourage les parties à aider les cultivateurs de tabac à évoluer vers des cultures alternatives. L'article 17 de la Convention-cadre stipule : « Les parties s'efforcent, en coopérant entre elles et avec les organisations intergouvernementales internationales et régionales compétentes, de promouvoir, le cas échéant, des solutions de remplacement économiquement viables pour les cultivateurs, les travailleurs et, selon qu’il conviendra, les vendeurs ». La Convention-cadre incite les pays membres à trouver des solutions de développement durable pour remplacer le tabac. Afin de favoriser la transition, les parties et les acteurs de la lutte antitabac sont encouragés à investir dans de meilleures infrastructures, spécialement en ce qui concerne le transport, pour faciliter l'accès des agriculteurs à des marchés nouveaux et étrangers ainsi que d'améliorer l'accès au crédit souvent nécessaire à la conversion de leurs installations actuelles.

## Engagements
Par ce traité international, les États signataires se sont engagés juridiquement en faveur de la lutte antitabac, et en particulier à prendre des mesures et reconnaître les faits dans les domaines suivants :
| Domaine                    | Mesures | Articles              |
| -------------------------- | --- | --------------------- |
| Lobbying                   | Appel pour limiter les interactions entre législateurs et l'industrie du tabac. | Article 5.3           |
| Réduction de la demande    | Mesures fiscales et autres pour réduire la demande de tabac. | Articles 6 et 7       |
| Tabagisme passif           | Obligation de protéger tout le monde de l'exposition à la fumée des cigarettes dans les lieux de travail intérieurs, les transports publics, les lieux publics intérieurs et – éventuellement – d'autres lieux publics.                                                                                         | Article 8             |
| Régulation                 | Le contenu et les émissions des produits du tabac devront être régulés et les ingrédients rendus publics. | Article 10            |
| Emballage et dénominations | De larges avertissements sur les paquets de cigarettes (au moins 30 % de l'emballage, 50 % ou plus sont recommandés) ; interdiction de dénominations trompeuses comme (« mild », « light », etc.). Les recommandations de mise en œuvre de l'article 11 se prononcent en faveur du paquet de cigarettes neutre. | Articles 9 et 11      |
| Opinion publique           | Conscience publique des conséquences de la consommation de tabac. | Article 12            |
| Publicité                  | Interdiction totale de la publicité pour le tabac, sauf si la constitution nationale ne le permet pas. | Article 13            |
| Dépendance                 | Programmes de cessation de fumer. | Article 14            |
| Contrebande                | Des mesures en vue d'éliminer la contrebande de cigarettes sont nécessaires. | Article 15            |
| Protection de l'enfance    | Restreindre la vente aux mineurs d'âge. | Article 16            |
| Recherche                  | Recherche dans le domaine du tabagisme et échange d'informations entre les parties. | Articles 20, 21 et 22 |

## Non-parties
Les États-Unis sont des non-parties de la Convention-cadre. Lors de la signature du traité, le président George W. Bush a refusé de transmettre la Convention-cadre afin qu'elle soit prise en considération par le Sénat, empêchant ainsi toute ratification ou participation nord-américaine à l'implémentation de la Convention-cadre.
De plus, les États-Unis ont demandé à modifier certains aspects de la Convention-cadre, ce qui n'a pas été accueilli favorablement. Cependant, certaines oppositions ont rencontré plus de succès. Parmi celles-ci, on trouve l'obligation d'interdire la distribution d'échantillons gratuits de produits du tabac, une interdiction devenue optionnelle.

## Gouvernance
La Convention-cadre a établi deux organismes pour superviser le bon déroulement du traité : la Conférence des parties (COP) et le Secrétariat permanent. De plus, il existe plus de cinquante organisations intergouvernementales et non-gouvernementales qui jouissent du statut d'observateurs officiels à la Conférence des parties.
Dès 2017, l'industrie du tabac n'a plus droit au statut d’observateur, de même que l'organisation Interpol, qui a reçu de l'argent de Philip Morris International.

## Implémentation, surveillance et développement futur
Selon Nikogosian, « la plupart des parties ont adopté ou renouvelé et consolidé des lois et politiques nationales pour remplir leurs obligations liées au traité ». En 2010, une analyse des progrès sur l'implémentation de la Convention-cadre montrait que 80 % des parties ont amélioré les services de sensibilisation du public et/ou les programmes d'éducation sur les dangers du tabac, en plus de réduire la consommation de tabac chez les jeunes à travers la mise en application de lois interdisant la vente de produits du tabac aux mineurs. En outre, 70 % des parties ont instauré l'obligation d'imprimer des « mises en garde larges, claires et visibles » sur les paquets de cigarette. Cependant, Nikogosian attire l'attention sur le fait que la Convention-cadre n'est qu'un « outil » et que son efficacité dépend de la façon dont les parties implémentent ses lignes directrices.

### Critiques
L’évaluation de l'implémentation et de l'efficacité de la Convention-cadre se base principalement sur les données fournies par les parties qui peuvent s'avérer incomplètes ou erronées. Les premiers résultats ont reflété le besoin de la Convention-cadre de réadapter son infrastructure afin de repérer et enregistrer les possibles erreurs commises par les États.
Certains pays font aussi preuve de réticence quant à l'implémentation de certains aspects de la convention à cause de la présence importante de l'industrie du tabac dans l'économie nationale.
Malgré cela, l'efficacité de la Convention-cadre a été prouvée à maintes reprises. La Convention permet de lutter contre l'avancée de l'épidémie de tabagisme qui progresse toutefois encore dans les pays en développement.

### Développement futur: projet FCTC 2030
Afin de renforcer la mise en œuvre de la Convention-cadre de l'OMS pour la lutte antitabac en vue de réaliser les objectifs de développement durable, le Secrétariat de la Convention-cadre met en place un nouveau projet appelé FTCT 2030. En effet, le Programme de développement durable à l'horizon 2030 des Nations unies reconnaît l'importance de la lutte antitabac dans la promotion du développement et inclut notamment des références spécifiques à la mise en œuvre de la Convention dans la cible 3.a. Au vu de l'impact du tabac sur le développement, la mise en œuvre de la Convention jouera un rôle majeur dans la réalisation des objectifs de développement durable (ODD).
Le projet « FCTC 2030 » vise à aider les parties à la Convention-cadre de l'OMS qui remplissent les critères pour bénéficier de l'aide publique au développement (APD) à réaliser les objectifs de développement durable en faisant progresser la mise en œuvre de la Convention. Il se déroulera d'avril 2017 à mars 2021.
Dans le cadre du projet FCTC 2030, une assistance technique sera fournie aux gouvernements nationaux des pays concernés afin qu'ils :
- appliquent les obligations aux termes de l'article 5 de la Convention-cadre de l'OMS en vue d'améliorer la gouvernance de la lutte antitabac et de protéger les politiques antitabac contre les intérêts commerciaux et autres de l'industrie du tabac ;
- augmentent la taxation du tabac ;
- mettent en œuvre les mesures de la Convention-cadre de l'OMS assorties d'un échéancier :
  - une interdiction globale de toute publicité en faveur du tabac, de toute promotion et de tout parrainage du tabac ;
  - des mises en garde sanitaires efficaces sur les conditionnements de tabac ;
  - des lieux publics et de travail sans tabac.
- appliquent d'autres articles de la Convention en fonction des priorités nationales ;
- promeuvent la mise en œuvre globale de la Convention-cadre de l'OMS dans le cadre du Programme de développement durable à l'horizon 2030 et aident les parties à intégrer la mise en œuvre de la Convention au sein de leurs programmes nationaux de santé et de développement.

Dans le cadre du projet FCTC 2030, le Secrétariat de la Convention encouragera la mise en œuvre de la Convention dans le cadre du programme définissant les objectifs de développement durable et fournira aux pays à revenu faible et intermédiaire un soutien et des documents d'ordre général dans les domaines énoncés plus haut. Cela inclut des ateliers, des boîtes à outils, une formation en ligne à la lutte antitabac et à la coopération Sud-Sud et triangulaire ainsi que d'autres formes d'aide aux gouvernements nationaux en vue d'accélérer l'application du traité.
Le Secrétariat de la Convention pourra également apporter un soutien intensif à 15 pays au maximum, qui sont parties à la Convention-cadre de l'OMS, remplissent les critères pour bénéficier de l'aide publique au développement, souhaitent faire progresser l'application du traité et s'y sont engagées. Ce soutien comprendra des conseils d'experts directs axés sur la demande, une assistance technique et un soutien par les pairs en vue de renforcer les capacités nationales des pays à améliorer la lutte antitabac en fonction des ressources disponibles. Les pays sélectionnés pour devenir parties partenaires du projet FCTC 2030 bénéficieront de nombreuses formes de soutien en fonction de leurs besoins. Le projet FCTC 2030 étant une initiative mondiale, les parties sélectionnées incluront au moins une partie candidate par région de l'OMS.

## Protocole
Conformément à l'article 33 de la Convention-cadre, la Conférence des parties peut ajouter de nouveaux protocoles à la Convention. C'est ainsi que le 12 novembre 2012, lors de la 5e Conférence des parties (COP5) à Séoul, en République de Corée, le Protocole pour éliminer le commerce illicite des produits du tabac a été adopté.
Il est ouvert à la ratification et prendra effet après qu'il aura été ratifié par 40 États membres. En juillet 2017, la Convention-cadre a réuni 28 signatures en faveur du protocole qui rallie de nouveaux pays chaque année. Néanmoins, le processus est actuellement bloqué et il apparaît peu probables que des protocoles couvrant d'autres aspects de la convention soient développés prochainement.